# كيفن روبنسون
كيفن روبنسون (بالإنجليزية: Kevin Robinson)‏ هو لاعب كرة القدم الكندية أمريكي، ولد في 19 ديسمبر 1984 في فريسنو في الولايات المتحدة.

## وصلات خارجية
- كيفن روبنسون على موقع مرجع كرة القدم المحترفة.كوم (الإنجليزية)
- كيفن روبنسون على موقع JustSportsStats.com (الإنجليزية)